# Helena Bonet Rosado
Helena Bonet Rosado (Valencia, 1953) es una arqueóloga, licenciada en Filosofía y Letras por la Universidad de Valencia (1976). Su trabajo de investigación se ha centrado en el estudio del mundo ibérico, particularmente en el campo de la tipología cerámica, la arquitectura y las formas de ocupación del territorio así como en el ámbito de la arqueología experimental.

## Trayectoria
Ha desarrollado su carrera profesional en el Museo de Prehistoria de Valencia. Inició su relación con esta institución colaborando en varios proyectos de investigación junto a Consuelo Mata Parreño: primero excavando en 1978 el Puntal dels Llops (Olocau); posteriormente, en 1984, el Castellet de Bernabé (Liria), y en 1985 el poblado ibérico de la Seña (Villar del Arzobispo). Fue en este mismo año cuando accedió como becaria del Museo de Prehistoria de Valencia. Un año después pasó a formar parte del cuerpo de funcionarios de la Diputación de Valencia como técnica de arqueología en el Museo de Prehistoria de Valencia. Adquirió el grado de Doctora en la Universidad de Valencia en 1994, por su trabajo El Tossal de Sant Miquel de Llíria: la antigua Edeta y su territorio. En esta misma década encabezó nuevos proyectos, como los trabajos de consolidación de La Bastida de les Alcusses (Mogente), así como el posterior estudio y excavación de este poblado. El año 1999 es nombrada Subdirectora del Museo de Prehistoria y de las Culturas de Valencia y jefa del Servicio de Investigación Prehistórica de la Diputación de Valencia, y, desde 2004, se encargó de su dirección hasta su jubilación en 2018.
Resultado de su carrera profesional son las más de 120 publicaciones de carácter científico y divulgativo vinculadas a la Cultura Ibérica y el mundo prerromano, la museología y el patrimonio arqueológico.

## Publicaciones
- BONET,H. i MATA, C.: El poblado ibérico del Puntal dels LLops (Olocau, Valencia). Trabajos Varios del S.I.P., Valencia, 1981.
- BONET, H., LLORENS, M. i DE PEDRO, M.J. (eds.): Un siglo de Arqueología Valenciana. València, 1991.
- BONET, H.: El Tossal de Sant Miquel de Llíria: la antigua Edeta y su territorio. València, 1995.
- BONET, H. i MATA C.: El Puntal dels Llops. Un fortín edetano. Trabajos Varios del S.I.P. 99, Valencia, 2001.
- BONET, H., ALBIACH, R. i GOZALBES, M. (eds): Romanos y visigodos en tierras valencianas. Museo de Prehistoria de Valencia, 2003.
- BONET, H., DE PEDRO, Mª J., SÁNCHEZ, A. i FERRER, C. (eds): Arqueología en blanco y negro. La labor del SIP 1927-1950, 2006.
- SALAZAR J., DOMINGO I., AZKÁRRAGA  J. i BONET H. (eds.): Mundos tribales: Una visión etnoarqueológica. Museu de Prehistoria, Valencia, 2008.
- BADAL, E., BONET, H. COLLADO, E., FABADO, F.J., FUENTES, M., IZQUIERDO, I., MATA, C., MORENO, A., NTINOU, M., QUIXAL, D., RIPOLLÉS, P.P. i SORIA. L.: Flora ibérica. De lo real a lo imaginario. Trabajos Varios del S.I.P., 111, Valencia, 2010.
- BONET, H. i VIVES-FERRÁNDIZ, J. (eds.): La Bastida de les Alcusses. 1928-2010. Museo de Prehistoria, Valencia, 2011.
- MATA, C.,  BONET, H. COLLADO, E., FUENTES, M., IZQUIERDO, I., MARLASCA, R., MORENO, PASCUAL J. Ll.,  QUESADA, F., QUIXAL, D., RIPOLLÉS, P.P., SANCHÍS, A., SORIA. L. I TORMO, C.: Fauna Ibérica. De lo real a lo imaginario (II). Trabajos Varios del S.I.P., 117, Valencia, 2014.
- BONET, H. i PONS, A.: Prehistoria y cómic. Museu de Prehistòria de València. 2016